# دردار بيضاوي
دردار بيضاوي (الاسم العلمي: Ulmus obovata) هو نوع نباتي يتبع جنس الدردار من فصيلة الدردارية.